# 요네쿠라 고키
요네쿠라 고키(일본어: 米倉 恒貴, 1988년 5월 17일 ~ )는 일본의 축구 선수이다.

## 구단 경력
그는 2007년부터 J리그의 제프 유나이티드 지바, 감바 오사카에서 뛰었다.

## 국가대표팀 경력
그는 2015년 EAFF 동아시안컵에 참가할 일본 국가대표팀에 발탁되었으며, 8월 9일 중국와의 경기에서 데뷔했다. 그는 국제 A매치 통산 2경기에 출전했다.

## 통계
| 일본 | 일본 | 일본 |
| 연도 | 출전 | 득점 |
| ---- | ---- | ---- |
| 2015 | 2    | 0    |
| 통산 | 2    | 0    |